# مطار بودابست فرانز ليست الدولي
مطار بودابست فرانز ليست الدولي (إياتا: BUD، إيكاو: LHBP) أو ما عرف سابقا باسم مطار بودابست فيريهغي. يعتبر المطار الرئيسي للمجر في جنوب العاصمة بودابست، تتخذ منه شركة ويز للطيران (Wizz Air) مقرا لها.

## شركات الطيران والوجهات

### الركاب
اعتبارًا من مايو 2022، تقوم شركات الطيران التالية بتشغيل خدمات منتظمة وموسمية وعارضة من وإلى مطار بودابست فيرينك ليزت:
| شركـات طيـران                   | الوجهات |
| ------------------------------- | --- |
| طيران إيجيان                    | مطار أثينا الدولي |
| أير لينغس                       | مطار دبلن الدولي |
| Aeroexpress Regional ‏           | مطار كلوج نابوكا الدولي |
| إير كايرو                       | موسمي: مطار الغردقة الدولي |
| طيران الصين                     | مطار بكين العاصمة الدولي، مطار تشونغتشينغ جيانغبى الدولي |
| AirConnect                      | مطار هنري كواندا الدولي |
| الخطوط الجوية الفرنسية          | مطار باريس شارل ديغول |
| طيران صربيا                     | مطار بلغراد نيكولا تسلا |
| طيران البلطيق                   | مطار ريغا الدولي |
| الأناضول جت                     | مطار صبيحة كوكجن الدولي |
| خطوط أركيا                      | موسمي: مطار بن غوريون الدولي |
| الخطوط الجوية النمساوية         | مطار فيينا الدولي |
| Bluebird Airways                | مطار بن غوريون الدولي |
| الخطوط الجوية البريطانية        | مطار لندن هيثرو |
| خطوط بروكسل الجوية              | مطار بروكسل الدولي |
| إيزي جيت                        | مطار بازل ميلوز فريبورغ الأوروبي، مطار جنيف الدولي، مطار غاتويك |
| مصر للطيران                     | مطار القاهرة الدولي، مطار الغردقة الدولي |
| إل عال                          | مطار بن غوريون الدولي |
| طيران الإمارات                  | مطار دبي الدولي |
| يورو وينجز                      | مطار كولونيا بون الدولي، مطار دوسلدورف الدولي، مطار هامبورغ، مطار شتوتغارت الدولي |
| فين إير                         | مطار هلسنكي فانتا |
| فلاي دبي                        | مطار دبي الدولي |
| أيبيريا (شركة طيران)            | مطار مدريد باراخاس الدولي |
| جيت تو دوت كوم                  | مطار برمينغهام، Leeds/Bradford، مطار مانشستر موسمي: مطار نيوكاسل |
| الخطوط الجوية الملكية الهولندية | مطار سخيبول أمستردام |
| كوريا للطيران                   | مطار إنتشون الدولي |
| خطوط لوت الجوية البولندية       | مطار إنتشون الدولي، مطار وارسو فريدريك شوبان |
| لوفتهانزا                       | مطار فرانكفورت، مطار ميونخ الدولي |
| لوكس إير                        | مطار لوكسمبورغ |
| آير شاتل النرويجية              | مطار كوبنهاغن، مطار أوسلو-غاردرموين، مطار ستوكهولم أرلاندا |
| خطوط بيغاسوس                    | مطار صبيحة كوكجن الدولي موسمي عارض: مطار أنطاليا |
| الخطوط الجوية القطرية           | مطار حمد الدولي |
| رايان إير                       | مطار الملكة علياء الدولي، مطار أثينا الدولي، مطار برشلونة الدولي، مطار باري كارل فويتيالا ‏، مطار بوفيه - تيه، مطار بلفاست الدولي، مطار أوريو أل سيريو، مطار برلين براندنبرغ، Billund، مطار بولونيا، مطار بريستول، Cagliari، مطار كاتانيا-فونتاناروسا، مطار بروكسل شارلروا الجنوب، مطار كوبنهاغن، مطار دبلن الدولي، East Midlands ‏، مطار إدنبرة، Gothenburg، مطار كناريا الكبرى، مطار لشبونة، مطار لندن ستانستد، مطار مدريد باراخاس الدولي، مطار مالقة الدولي، مطار مالطا الدولي، مطار مانشستر، مطار مارسيليا، مطار نابولي، مطار نورمبرغ، مطار باليرمو الدولي، Paphos، مطار بيزا الدولي، مطار بورتو الدولي، Poznań، مطار فاكلاف هافيل الدولي، مطار روما شيامبينو، Shannon، مطار ستوكهولم أرلاندا، مطار صوفيا، مطار بن غوريون الدولي، Thessaloniki، مطار تريفيزو، مطار بلنسية، مطار وارسو مودلين موسمي: Alghero، Bournemouth، Burgas، مطار خانية الدولي ‏، Corfu، Lanzarote، مطار ميكونوس، مطار ميورقة، Preveza/Lefkada، Rhodes، Rimini، مطار إشبيلية، مطار زادار، مطار زاكينثوس الدولي ‏ |
| خطوط شانغهاي الجوية             | مطار شانغهاي بودنغ الدولي |
| خطوط ترافل سيرفس الجوية         | موسمي عارض: مطار أنطاليا، مطار برشلونة الدولي، Burgas، مطار خانية الدولي ‏، Corfu، Heraklion، مطار الغردقة الدولي، Karpathos، Kefalonia، مطار مرسى علم الدولي، مطار ميورقة، Preveza/Aktion، Rhodes، مطار شرم الشيخ الدولي، مطار تيرانا الدولي، مطار زاكينثوس الدولي ‏ |
| صن إكسبريس                      | موسمي: مطار أنطاليا، مطار عدنان مندريس |
| الخطوط الجوية الدولية السويسرية | مطار زيورخ الدولي |
| تاروم                           | مطار هنري كواندا الدولي |
| توي للطيران                     | مطار لندن هيثرو (تبدأ في 17 يونيو 2024) موسمي: مطار غاتويك، مطار مانشستر (تبدأن في 6 مايو 2024) |
| الخطوط الجوية التركية           | مطار إسطنبول الدولي |
| ويز للطيران                     | مطار أبو ظبي الدولي، مطار أليكانتي، مطار الملكة علياء الدولي، مطار أثينا الدولي، مطار حيدر علييف الدولي، مطار برشلونة الدولي، مطار باري كارل فويتيالا ‏، مطار بازل ميلوز فريبورغ الأوروبي، مطار برلين براندنبرغ، مطار برمينغهام، مطار كاتانيا-فونتاناروسا، مطار بروكسل شارلروا الجنوب، مطار كوبنهاغن (تبدأ في 1 أكتوبر 2023)، مطار الملك فهد الدولي، مطار دورتموند، مطار دبي الدولي، مطار إدنبرة، مطار آيندهوفن، مطار كريستيانو رونالدو، مطار سفنكس الدولي (تبدأ في 31 أكتوبر 2023)، مطار الغردقة الدولي، مطار إسطنبول الدولي، مطار الملك عبد العزيز الدولي، Kutaisi، مطار لارنكا الدولي، مطار لشبونة، مطار ليفربول، مطار غاتويك، مطار لندن لوتن، مطار مدريد باراخاس الدولي، مطار مالقة الدولي، Malmö (ends 27 أكتوبر 2023)، مطار مالطا الدولي، مطار مالبينسا، مطار نابولي، مطار نيس كوت دازور، مطار باريس أورلي، مطار بودغوريتسا الدولي، مطار كيفلافيك الدولي، مطار الملك خالد الدولي، مطار ليوناردو دا فينشي، مطار سكوبية الدولي، Stockholm–Skavsta، Târgu Mureș ‏، مطار بن غوريون الدولي، مطار تينيريفي الجنوبي، Thessaloniki، مطار تيرانا الدولي، مطار وارسو فريدريك شوبان موسمي: Alghero، مطار أنطاليا، Burgas، Castellón، مطار خانية الدولي ‏، Corfu، Heraklion، مطار ميورقة، Rhodes، مطار سانتوريني (ثيرا) الوطني، مطار شرم الشيخ الدولي (تبدأ في 30 أكتوبر 2023)، مطار زاكينثوس الدولي ‏ |

### الشحن
| شركـات طيـران         | الوجهات |
| --------------------- | --- |
| كارغولوكس             | مطار عشق آباد الدولي، مطار حيدر علييف الدولي، مطار سوفارنابومي الدولي، مطار هونغ كونغ الدولي، مطار لوكسمبورغ، مطار شينزين باوان الدولي، مطار تشنغتشو الدولي |
| فيديكس إكسبرس         | مطار باريس شارل ديغول |
| Hungary Air Cargo ‏    | مطار تشنغتشو الدولي |
| كوريا للطيران         | مطار فرانكفورت، مطار إنتشون الدولي |
| الخطوط الجوية القطرية | مطار حمد الدولي، مطار فاكلاف هافيل الدولي |
| خطوط سيتشوان الجوية   | مطار ألماتي الدولي، مطار تشنغدو شوانغليو الدولي |
| الخطوط الجوية التركية | مطار إسطنبول الدولي |
| خطوط يو بي إس الجوية  | مطار كولونيا بون الدولي |

## الإحصائيات
|      | الركاب     | التغير   | عدد الرحلات | التغير   | الشحن (طن) | التغير   |
| ---- | ---------- | -------- | ----------- | -------- | ---------- | -------- |
| 2010 | 8,179,406  | ▲ 01.2%  | 105 507     | ▼ 03.9%  | 65,515     | ▲ 020.5% |
| 2011 | 8,911,273  | ▲ 09.0%  | 109,949     | ▲ 04.2%  | 106,595    | ▲ 029.0% |
| 2012 | 8,493,569  | ▼ 04.7%  | 87,560      | ▼ 020.4% | 93,125     | ▼ 012.6% |
| 2013 | 8,510,896  | ▲ 00.2%  | 83,830      | ▼ 04.3%  | 92,112     | ▼ 01.1%  |
| 2014 | 9,146,723  | ▲ 07.5%  | 86,682      | ▲ 03.4%  | 89,987     | ▼ 02.3%  |
| 2015 | 10,289,180 | ▲ 012.5% | 92,294      | ▲ 06.5%  | 91,421     | ▲ 01.6%  |
| 2016 | 11,441,999 | ▲ 011.1% | 96,141      | ▲ 04.3%  | 112,142    | ▲ 022.7% |
| 2017 | 13,097,239 | ▲ 014.5% | 102,747     | ▲ 06.4%  | 127,145    | ▲ 011.8% |
| 2018 | 14,867,491 | ▲ 013.5% | 115,028     | ▲ 012.0% | 146,113    | ▲ 015.2% |
| 2019 | 16,173,489 | ▲ 08.8%  | 122,814     | ▲ 06.7%  | 135,521    | ▼ 07.2%  |
| 2020 | 3,665,317  | ▼ 069.6% | n.a.        | ▲ 00.0%  | 134,459    | ▼ 00.8%  |
| 2021 | 4,622,882  | ▲ 026.1% | n.a.        | ▲ 00.0%  | 183,362    | ▲ 036.4% |
| 2022 | 12,205,070 | ▲0164.0% | n.a.        | ▲ 0 *    | 194,000    | ▲ 05.8%  |